# خانه خیابان مانگو
خانهٔ خیابان مانگو (به انگلیسی: The House on Mango Street) رمانی اثر ساندرا سیسنروس نویسنده آمریکایی اسپانیایی تبار است.
این کتاب رمانی است در ۱۱۹ صفحه که به ۴۴ فصل کوچک تقسیم شده است. این کتاب توسط اسدالله امرایی و دیبا داودی به فارسی برگرنداده شده است و در سال ۱۳۸۳ و همچنین سال ۱۳۹۴ به چاپ رسیده است.
این کناب مجموعه‌ای از داستان‌هایی کوتاه دربارهٔ افرادی است که در خیابان مانگو زندگی می‌کنند و راوی آن دختری به اسپرانزا است.
این کتاب طنزی توأم با تلخی برآمده از زندگی دشوار را در خود مستتر دارد و نویسنده آنرا به زنان تقدیم کرده است.